# Le tableau parlant
Le tableau parlant (deutsche Titel: Das sprechende Bild oder Das redende Gemählde) ist eine Opéra-comique (Originalbezeichnung: „Comédie-parade“) in einem Akt des französischen Komponisten André-Ernest-Modeste Grétry. Das Libretto stammt von Louis Anseaume. Die Uraufführung fand am 20. September 1769 in der Comédie-Italienne in Paris statt. Das Werk ist dem Herzog von Choiseul gewidmet.

## Handlung

Grétry - Le tableau parlant - Théâtre de Monsieur, Paris 1910

Léandre, Isabelles Freund, ist seit längerer Zeit verschwunden. Derweil lebt Isabelle bei ihrem Vormund Cassandre. Dieser wiederum ist verliebt in sein Mündel und plant sogar, sie zu heiraten. Isabelle ist von dieser Idee wenig begeistert, doch sie hat keine Wahl und geht zumindest zum Schein auf den Antrag ihres Vormunds ein. Cassandre allerdings misstraut Isabelle und will sie auf eine Probe stellen. Er täuscht eine Reise vor, bleibt aber tatsächlich zu Hause, um aus dem Verborgenen die Ereignisse um Isabelle zu beobachten. Kurz darauf kehren Léandre und sein Diener Pierrot überraschend zurück. Sie erklären ihre lange Abwesenheit mit Abenteuern, die sie in Cayenne erlebten. Isabelle und Columbine sind von der Heimkehr ihrer Liebhaber erfreut und organisieren ein Festmahl. Cassandre entdeckt im ansonsten noch leeren Speisesaal die für vier Personen gedeckte Tafel. Er versteckt sich in einem unvollendeten Bild von sich selbst, indem er sein gemaltes Gesicht herausschneidet und stattdessen selbst aus dem Bild herausblickt. So gedenkt er den weiteren Verlauf des Abends zu beobachten. Als die vier Teilnehmer des Essens in das Zimmer zurückkehren, besprechen sie die Lage. Sie sind sich einig, dass Isabelle Cassandre die Wahrheit über ihre Liebe zu Léandre sagen muss. Die Gruppe beschließt, Isabelle solle dieses Geständnis vor dem Bild Cassandres üben. Natürlich weiß sie nicht, dass sie dabei Cassandre direkt anspricht, der ja aus diesem Bild hervorschaut. Auf diese Weise wird das Bild nun zum sprechenden Bild („Le tableau parlant“), woraus sich der Name der Oper ergibt. Die Anwesenden erschrecken zunächst, als sie erkennen, wer aus dem Bild spricht. Schließlich sieht Cassandre aber ein, dass sein Plan einer gemeinsamen Zukunft mit Isabelle aussichtslos ist. Er gibt nach und steht einem Happy End nicht weiter im Wege.

## Orchester
Die Orchesterbesetzung der Oper enthält die folgenden Instrumente:
- Holzbläser: zwei Flöten, zwei Oboen, zwei Fagotte
- Blechbläser: zwei Hörner
- Streicher

## Weitere Anmerkungen

Titelblatt des deutschsprachigen Librettos, Mannheim 1771

Die Solisten der Uraufführung am 20. September 1769 im Hôtel de Bourgogne der Opéra-Comique in Paris waren Jean-Louis Laruette-Villette (Cassandre), Marie-Jeanne Trial (Isabelle), Marie-Thérèse Laruette-Villette (Colombine), Antoine Trial (Léandre), Jean-Baptiste Guignard „Clairval“ (Pierrot) und Cathérine-Ursule Billioni-Bussa.
Die Oper beeindruckte durch ihren Witz und durch eine Fülle von gelungenen Musiknummern. Das Werk hielt sich fast 100 Jahre im Spielplan der Comédie-Italienne bzw. der Opéra-Comique und gehört damit zu den erfolgreichsten Opern des Komponisten. Insgesamt gab es bis 1865 mit einigen Unterbrechungen 636 Aufführungen. Das Werk wurde auch in andere Sprachen übersetzt und in vielen europäischen Städten und sogar in Amerika gespielt. Die letzten belegten Aufführungen fanden in den Jahren 1909 und 1910 in Brüssel bzw. in Paris statt. Im Jahr 2001 wurde das Werk in Moskau aufgeführt.

Historische Kostümbilder
Elleviou als Pierrot, Paris 1811
Pitrot als Cassandre, Paris 1829

## Digitalisate
- Le tableau parlant: Noten und Audiodateien im International Music Score Library Project
- Partitur, Paris 1769. Digitalisat bei Gallica
- Libretto (französisch), Paris 1770. Digitalisat bei Gallica
- Libretto (französisch), Paris 1787. Digitalisat bei Gallica
- Libretto (französisch), Paris 1816. Digitalisat bei Gallica
- Libretto (französisch), Bonn (n. d.). Digitalisat bei Gallica
- Das redende Gemählde. Libretto (Deutsch), Mannheim 1771. Digitalisat der Library of Congress